# ساوت آکسی
ساوت آکسی (به انگلیسی: South Oxhey) یک روستا در بریتانیا است که در Watford Rural واقع شده‌است.